# 埼玉県立草加高等学校
埼玉県立草加高等学校（さいたまけんりつそうかこうとうがっこう、草加高校）は、埼玉県草加市青柳にある全日制普通科の県立高等学校。校訓は「まこと」。略称は「草高」（くさこう）。

## 概要
全学年９クラス規模の高校で、生徒数は2025年現在で1,065名。
本校は東京外環自動車道沿いの住宅街にある。
50分・6～7時間授業で、1年次は全員共通で、2・3年次に文系・理系に分かれる。

## 沿革[1]
- 1962年
  - 4月1日 埼玉県教育委員会告示第8号をもって埼玉県立草加高等学校設置
  - 4月14日 開校（仮校舍 草加市立草加中学校）
  - 4月25日 開校祝賀式を草加小学校講堂において挙行 (開校記念日)
- 1963年
  - 4月1日 新校舍第一期工事竣工 本館 北校舎（普通教室８及び洗面所）・南校舎（特別教室３準備室２）
  - 12月16日 第二期工事竣工 北校舎延長（普通教室16）・南校舍延長（特別教室３)
- 1964年
  - 3月13日 校地拡張（14,349㎡）
- 1965年
  - 11月15日 校舎ならびに体育館兼講堂落成記念式举行
- 1967年
  - 1月15日 第三期工事竣工 本館延長（特別教室４ 視聴覚室・図書室）・南校舎延長（特別室２）
- 1969年
  - 4月30日 運動場給合整備工事竣工
- 1972年
  - 3月27日 管理棟玄関・玄関ホール竣工
- 1975年
  - 3月31日 更衣室兼卓球場竣工
- 1977年
  - 7月15日 生徒ホール竣工
- 1978年
  - 4月1日 埼玉県立学校体育施設開放事業指定校となる
  - 10月31日 格技場竣工
- 1981年
  - 4月13日 部室（運動部更衣室）竣工
- 1982年
  - 2月16日 南校舍增築工事竣工（会議室・小会議室・保健室・生徒相談室）
  - 3月17日 創立20周年記念式挙行
  - 3月24日 グラウンド散水工事竣工
- 1983年
  - 3月9日 西校舍新築・自転車置場增設・非常放送設備改修等工事竣工
  - 3月31日 テニスコート・バレーコート移設・自転車置場増設工事等竣工
  - 4月1日 学級増実施・定時制課程開設
  - 11月22日 夜間照明設置工事竣工
- 1984年
  - 3月30日 ソフトボール場補修工事竣工
  - 4月1日 越谷高校定時制草加分校併置
- 1985年
  - 3月25日 グラウンド整備工事竣工
  - 3月27日 部室兼卓球場竣工
- 1986年
  - 3月23日 越谷高校定時制草加分校閉校
- 1987年
  - 9月1日 北校舍・管理棟・南校舍外装工事竣工
- 1988年
  - 8月31日 普通教室棟教室照明器具・内壁・床改修工事竣工
  - 9月10日 普通教室棟便所改修工事竣工
- 1989年
  - 1月19日 建設省国道298号（東京外かく環状道路）改築工事に伴うグラウンド整備工事竣工
- 1991年
  - 8月31日 北・中央校舎内部改修工事竣工
- 1992年
  - 8月31日 南校舍内部改修工事竣工
  - 12月15日 生徒ホール増改築工事竣工
- 1994年
  - 12月12日 体育館床改修工事竣工
- 1995年
  - 3月31日 第２グラウンド（テニスコート５面）増設工事竣工
- 1998年
  - 3月31日 防災拠点施設体育館及びシャワー棟工事竣工
- 2000年
  - 3月24日 流域貯留浸透・グラウンド整備合併工事竣工
- 2003年
  - 11月12日 北校舎新築工事竣工
- 2004年
  - 1月8日 新校舎落成記念式举行
- 2016年
  - 3月31日 定時制 閉課程となる
- 2021年
  - 8月31日 西校舎トイレ改修工事竣工
- 2022年
  - 8月31日 北校舎トイレ改修工事竣工
  - 12月31日 正門改築工事竣工

## 校訓・目指す学校像
「まこと」
「知・徳・体の調和のとれた人間の育成を図り、地域の進学校として信頼される学校」

## 制服
男女とも冬服は灰色のブレザー。

令和2年度より女子のスラックス（任意）を導入している。

## 学校行事
- 遠足 (5月) １学年「成田ゆめ牧場」  ２学年「東京方面」  ３学年「東京ディズニーランド」
- 体育祭 (6月)
- 芸術鑑賞会 (7月)
- 文化祭 / 草高祭 (9月) ２日間にかけて行われる。(一般公開は２日目のみ)
- ロードレース大会 (11月) 荒川彩湖公園の彩湖外周コース (約５km)を２周走る。
- 修学旅行 (11月) R5年度から「大阪・広島方面」。過去には「グアム」[2]「台湾」「九州・沖縄方面」だった。
- 球技大会 (12月) ２日間にかけて行われる。
- 予餞会 / 如月会 (2月)

## 部活動

### 運動部
- 男子バレー部
- 女子バレー部
- 男子バスケットボール部
- 女子バスケットボール部
- 男子バドミントン部
- 女子バドミントン部
- サッカー部
- ラグビー部
- 男子テニス部
- 女子テニス部
- パワーリフティング部
- 男子ソフトテニス部
- 女子ソフトテニス部
- 卓球部
- 陸上部
- 剣道部
- 野球部
- 水泳部

### 文化部
- 吹奏楽部
- 演劇部
- 茶道部
- 書道部
- 美術部
- 英語部
- ＪＲＣ部
- 写真部
- 手芸調理部
- 漫画研究部
- 科学部
- 文芸部
- 囲碁部

## 著名な卒業生
- 謙吾 (格闘家)
- 松田努 (ラグビー選手)（東芝ブレイブルーパス、元ラグビー日本代表）
- 今野美穂 (陸上競技選手)
- 佐竹正史(ビスケッティ) (吉本興業所属のお笑い芸人ビスケッティのボケ担当、吉本坂46の二期メンバー)

## 交通
- 東武スカイツリーライン（伊勢崎線）「新田駅」東口より徒歩20分。[3]
- 「新田駅」東口より、獨協大学前駅東口行きの東武バス［松原36］に乗車し、「青柳五丁目」バス停下車、徒歩3分。
- 「獨協大学前駅」東口より、新田駅東口行きの東武バス［松原36］に乗車し、「青柳五丁目」バス停下車、徒歩3分。
- 「獨協大学前駅」東口より、パリポリくんバス［北東ルート］(柿木公民館行)に乗車し、「草加高校」バス停下車、徒歩3分。